# Frauengold
 (juillet 2021).
Frauengold, plus tard Frauengold-N, est une ancienne boisson en vente libre proposée sans ordonnance dans les pharmacies et magasins de produits diététiques à partir de 1953 par la société Homoia de Karlsruhe en tant que tonique,. Le principal ingrédient actif était l'alcool à un minimum de 16,5 % en volume. Le 19 août 1981, Frauengold est interdit par le ministère fédéral de la Santé du fait qu'il contenait des acides aristolochiques. Ces principes actifs de la luzerne orientale (Aristolochia clematitis) favoriseraient le cancer et endommageraient les reins,,,.

## Origine du nom
Le nom de la marque provient probablement d'un terme de la nouvelle de Gottfried Keller de 1855, Spiegel, das Kätzchen (Spiegel, le chaton), dans laquelle le propriétaire d'un chaton avait jeté 10 000 pièces d'or dans un puits, qu'il fallait récupérer. Ce trésor a été appelé « l'or des femmes » par Keller.

## Contexte et critiques
Les critiques ont vu dans l'utilisation répandue et le succès du Frauengold une continuation de la « dépendance de l'eau de Cologne » de la fin du XIXe siècle, dans lequel les femmes, qui n'avaient généralement pas accès aux boissons alcoolisées à forte teneur en alcool, buvaient à la place des teintures contenant de l'éthanol déclarées comme parfums (comme l'eau de Cologne) ou comme médicaments (comme le Klosterfrau Melissengeist) et devenaient souvent dépendantes. À l'origine, le remède faisait l'objet d'une publicité avec le slogan « Prenez Frauengold et vous vous épanouirez ! ». De manière subliminale, il était également destiné à suggérer que les douleurs menstruelles seraient plus faciles à tolérer ; à cette fin, l'allégation « Frauengold crée un sentiment de bien-être, remarquez bien - tous les jours » a été introduite en 1955.

## Succès et effets
Le moment du lancement peut avoir contribué à son succès : la société conservatrice des années 1950 poussait les femmes à revenir au rôle traditionnel de femme au foyer. Le travail des femmes était associé à la guerre et aux difficultés ; cette période devait être surmontée et les femmes devaient revenir à leur rôle traditionnel de femme au foyer et de mère. Les sentiments de frustration qui l'accompagnent devaient être rendus plus supportables ou atténués, selon la stratégie publicitaire, par des produits tels que Frauengold, afin d'aider les femmes à s'adapter à leur rôle tel que souhaité par la société patriarcale.
En 1953, le fabricant Homoia lance Frauengold, qui est mis en vente libre dans les pharmacies et les drogueries. En 1956, Homoia lance un équivalent pour les hommes, Eidran.
Puis, dans les années 1960, les femmes sont à nouveau de plus en plus sollicitées en tant que travailleuses ; la double charge du ménage et du travail qui en résulte crée une demande accrue de produits censés la soulager. Par exemple, une publicité intitulée Das Glück aller Frauen heißt Frauengold (Le bonheur de toutes les femmes s'appelle l'or des femmes) met en scène une secrétaire se plaignant de son patron. Un collègue lui conseille de « prendre de l'or féminin », ce qui apparemment l'apaise et la met de si bonne humeur qu'elle s'excuse ensuite humblement auprès de son supérieur. « Prenez Frauengold ; et vous pourrez vous tenir au-dessus des choses et juger plus objectivement », tel était le message publicitaire, influencé par l'image de la société de l'époque, qui dépeignait les femmes comme déraisonnables et émotives. Le message de la publicité était que les femmes devaient pouvoir vivre leur propre vie.
Des messages publicitaires tels que Lebensfroh mit Frauengold ! (1963) ont même suggéré un effet antidépresseur du médicament. Sous le nom de Frauengold-N, le tonique était également utilisé contre l'insomnie ; ici, les ingrédients de l'ortie blanche, entre autres, étaient censés avoir un effet positif.
En 1963, le magazine de consommateurs DM classe le Frauengold comme inefficace et trop cher par rapport aux vins ordinaires du Sud.
Dans les années 1970, la société de fabrication fait la publicité des ingrédients à base de plantes contenus dans la formule avec le slogan Natürlich wirksam. Natürlich für Frauen (« Naturellement efficace. Naturellement pour les femmes »).
Queisser Pharma était le propriétaire de la marque Frauengold, enregistrée en 1975, jusqu'en octobre 2013.